# Dermata Cluj
El Dermata Cluj fue un equipo de fútbol de Rumania que alguna vez jugó en la Liga I, la primera división de fútbol en el país.

## Historia
Fue fundado en el año 1937 en la ciudad de Cluj-Napoca por la compañía fabricante de zapatos Echo Cluj, la cual también era el principal patrocinador del club.
En la temporada de 1947/48 el club juega por primera vez en la Liga I, en la que termina en la 12.ª posición, pero pierde la categoría a causa de perder la serie de playoff por la permanencia. A causa de la nacionalización de instituciones en Rumania por el régimen comunista que llegó al poder en 1948, el club pierde a su principal patrocinador, pero en 1950 el club retorna a la actividad bajo el nombre Flamura Roşie Herbak Cluj luego de ser adquirido por la compañía Janos Herbak.
En 1960 el club se fusiona con el CFR Cluj y pasa a llamarse CSM Cluj, pero la fusión termina en 1967 por decisión del CFR Cluj y el Dermata Cluj desaparece.

## Palmarés
- Liga II (1): 1946–47
- Liga III (1): 1958–59